# Северный Хорасан
Се́верный Хораса́н (перс. خراسان شمالی‎ Xorâsân-e Šemâli, курд. Xorasana Bakur) — провинция (остан), расположенная в северо-восточном Иране. Административный центр — город Боджнурд, другие крупные города — Ширван (83 тыс.), Эсферайен (52 тыс.), Джаджерм (26 тыс.), Герме (25 тыс.), Ашхане (19 тыс.), Фарудж (11 тыс.). Северный Хорасан — одна из трёх провинций, которые были созданы после разделения Хорасана в 2004. Площадь — 28 434 км², население — 811 572 человека (2006). Основное население курды, туркмены, хорасанские тюрки и персы.

## Административное деление
Провинция делится на 7 шахрестанов:
1. Боджнурд (Bojnord)
2. Герме (Germeh)
3. Джаджром (Jajrom)
4. Исфараен (Esfarayen)
5. Мане-о-Самалкан (Maneh and Samalqan)
6. Фарудж (Faroj)
7. Ширван (Shirvan)

## Экономика
Основные отрасли экономики — сельское хозяйство (пшеница, ячмень, рапс, хлопок, помидоры, картофель, сахарная свёкла, фисташки, виноград), пищевая, кожевенная, текстильная, металлургическая, нефтехимическая промышленность, энергетика, производство стройматериалов, торговля, транспорт, добыча бокситов.
В городе Боджнурд расположен трубный завод «Наварде Бахар». В городе Эсферайен расположен трубный завод «Лулегостар».

## Достопримечательности
В городе Боджнурд интересна традиционная ярмарка лошадей. В провинции расположены древние крепости Хасанабад, Гхайсар, Солак и Фагхатдеж, гробница Шейх Али Исфарайени, мавзолеи Баба Таваколь и Султан Сейед Аббас, заповедники Сари-Гол и Салук, пещеры Ноширван, Эбадатгах, Бидаг, Конегарм и Сейед Садегх, минеральные источники Айюб.

## Галерея
- Эсферайен
- Джаджерм
- Боджнурд
- Боджнурд
- Боджнурд
- Боджнурд
- Фарудж